# Włodzimierz Tadeusz Kowalski

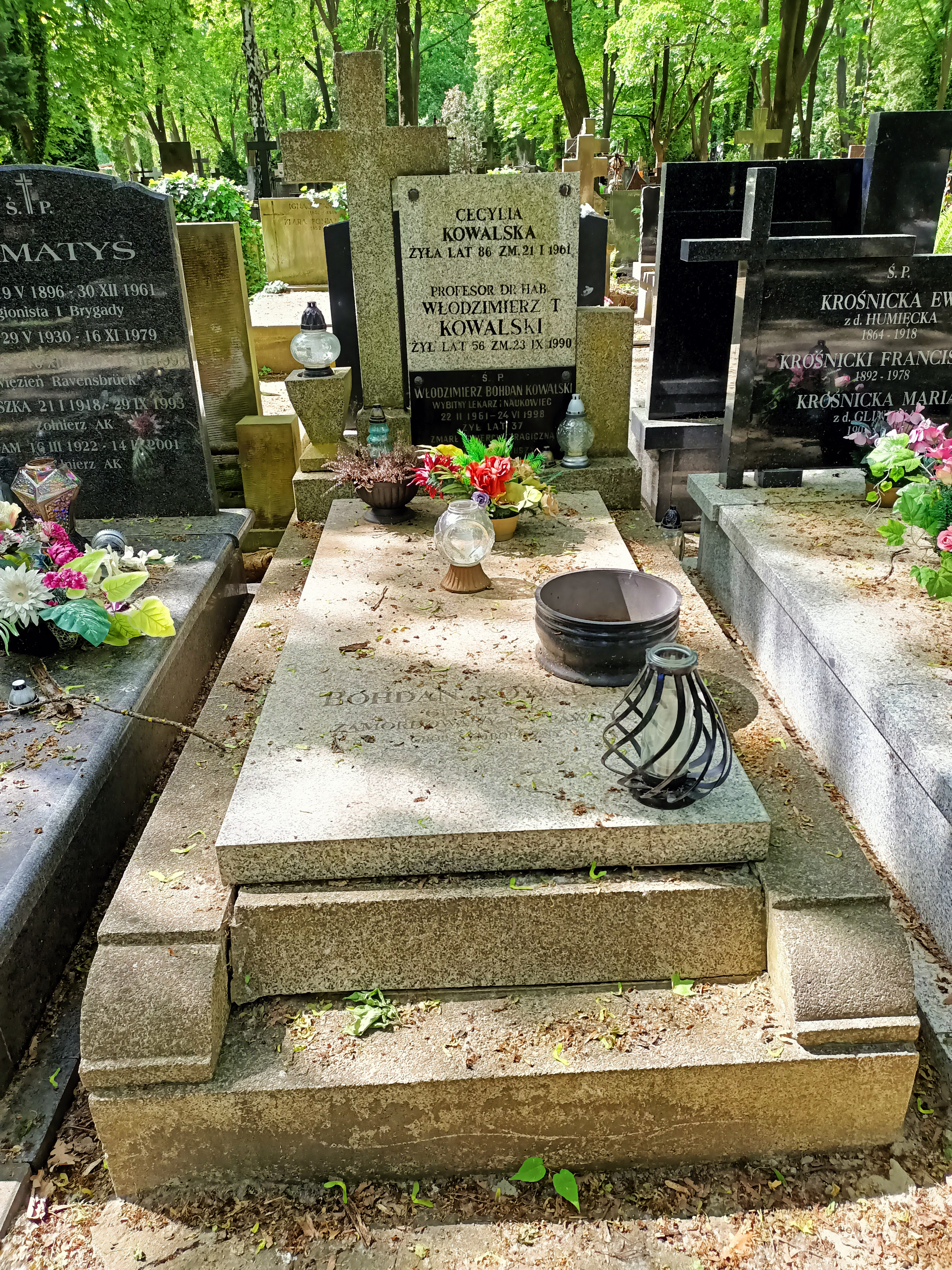
Nagrobek Włodzimierza T Kowalskiego na cmentarzu powązkowskim w Warszawie

Włodzimierz Tadeusz Kowalski (ur. 17 kwietnia 1934 w Łodzi, zm. 23 września 1990 w Warszawie) – polski historyk i prawnik, badacz dziejów najnowszych.

## Życiorys
W 1956 ukończył studia prawnicze na Uniwersytecie Łódzkim, w latach 1960-1968 był pracownikiem Polskiego Instytutu Spraw Międzynarodowych, w 1962 obronił pracę doktorską, w 1968 habilitował się. W latach 1968–1972 był pracownikiem Zakładu Historii Stosunków Polsko-Radzieckich Polskiej Akademii Nauk, w latach 1972-1975 Instytutu Krajów Socjalistycznych PAN, w latach 1975-1984 ponownie pracował w PISM, od 1984 był zatrudniony w Wyższej Szkole Pedagogicznej w Olsztynie. Członek PZPR od 1969. Profesor nadzwyczajny od 1974 roku, profesor zwyczajny od 1986.
Zajmował się historią II wojny światowej i polityką międzynarodową. Autor i współautor scenariuszy filmów fabularnych: Operacja Himmler (1979); Polonia Restituta (1980); Polonia Restituta (1982); Katastrofa w Gibraltarze (1983) i spektakli telewizyjnych: Poczdam (1975); Przed Burzą (1977). W latach siedemdziesiątych i osiemdziesiątych XX wieku gospodarz programów telewizyjnych o tematyce historycznej. Wracając z podróży naukowych do Europy Zachodniej szmuglował do kraju wydawnictwa emigracyjne (m.in. „Zeszyty Historyczne”). Paryska Kultura odnotowując jego śmierć zaznaczyła, że „zbyt często jednostronnie oceniał wydarzenia najnowszej historii”. 
Według materiałów zgromadzonych w archiwum Instytutu Pamięci Narodowej był w latach 1970–1980 konsultantem (kontaktem operacyjnym) Służby Bezpieczeństwa o pseudonimie „Witek”. Był także członkiem Komitetu Redakcyjnego redagowanego przez 10 lat polskiego wydania 12-tomowej radzieckiej "Historii II wojny światowej 1939-1945".
W PRL odznaczony Srebrnym i Złotym Krzyżem Zasługi, Krzyżem Kawalerskim Orderu Odrodzenia Polski, dwukrotnie Srebrnym oraz dwukrotnie Brązowym Medalem „Za zasługi dla obronności kraju”. Laureat Nagrody PISM II stopnia (1965), Nagrody PISM (1972), Nagrody Ministra Obrony Narodowej II stopnia (1972), Nagrody tygodnika Polityka (1978), Nagrody "Miesięcznika Literackiego" (1979) za książkę "Walka dyplomatyczna o miejsce Polski w Europie" ("Książka i Wiedza"),  Nagrody specjalnej na Festiwalu Twórczości TV za spektakl Teatru TV Przed burzą (1978, wspólnie z Ryszardem Frelkiem) oraz Nagrody Złotego Ekranu (1978, również wspólnie z Ryszardem Frelkiem). W 1983 otrzymał nagrodę „Trybuny Ludu”.

## Wybrane publikacje
- Bitwa nad Bzurą, Warszawa: Wydawnictwo Ministerstwa Obrony Narodowej 1964.
- ZSRR a granica na Odrze i Nysie Łużyckiej 1941-1945, Warszawa: Wydawnictwo Ministerstwa Obrony Narodowej 1965.
- Walka dyplomatyczna o miejsce Polski w Europie 1939-1945, Warszawa: „Książka i Wiedza” 1966 (wyd. 2 - 1967, wyd. 3 - 1970, wyd. 4 - 1972, wyd. 5 - 1979, wyd. 6 - 1985 ISBN 83-05-11212-8).
- Obrona Modlina, Warszawa: Państwowe Zakłady Wydawnictw Szkolnych 1967.
- ZSRR a zachodnie granice Polski, Warszawa: Rada Naczelna Towarzystwa Rozwoju Ziem Zachodnich - Polska Agencja Interpress RSW „Prasa” 1967.
- Ostatnia bitwa generała Kleeberga, Lublin: Wydawnictwo Lubelskie 1969.
- ZSRR a sprawa granic i niepodległości Polski, Warszawa: „Interpress” 1969.
- Jałta i Poczdam, Warszawa: Państwowe Zakłady Wydawnictw Szkolnych 1970.
- Rola ZSRR w ustalaniu granicy na Odrze i Nysie Łużyckiej, Warszawa: Towarzystwo Przyjaźni Polsko-Radzieckiej 1970.
- Granica na Odrze i Nysie Łużyckiej : zbiór materiałów i dokumentów, t. 1-2, oprac., wybór i wstęp Włodzimierz T. Kowalski, Piotr Lippóczy, Warszawa: Polski Instytut Spraw Międzynarodowych. Zakład Problemów Bezpieczeństwa Europejskiego 1971.
- Polityka zagraniczna RP 1944-1947, Warszawa: „Książka i Wiedza” 1971.
- Wielka koalicja 1941-1945, t. 1: 1941-1943, Warszawa: Wydawnictwo Ministerstwa Obrony Narodowej 1972 (wyd. 2 – 1973, wyd. 3 – 1976, wyd. 4 – 1978).
- (współautor: Ryszard Frelek), Poczdam 1945: scenariusz widowiska telewizyjnego, Warszawa: „Książka i Wiedza” 1973.
- Poczdamski ład pokojowy, Warszawa: Wydaw. Ministerstwa Obrony Narodowej 1974 (wyd. 2 – 1975, wyd. 3 – 1986 ISBN 83-11-07335-X).
- (współautor: Ryszard Frelek), Sprawa polska 1944: scenariusz widowiska telewizyjnego, Warszawa: „Książka i Wiedza” 1975.
- Wielka koalicja 1941-1945, t. 2: Rok 1944, Warszawa : Wydawnictwo Ministerstwa Obrony Narodowej 1975 (wyd. 2 – 1976, wyd. 3 – 1978, wyd. 4 – 1980).
- Wielka Koalicja 1941-1945, t. 3: Rok 1945, Warszawa: Wydawnictwo Ministerstwa Obrony Narodowej 1977 (wyd. 2 – 1978).
- (współautor: Ryszard Frelek), Przed burzą 1939, Warszawa: „Książka i Wiedza” 1978.
- Rok 1918, Warszawa: Krajowa Agencja Wydawnicza 1978 (wyd. 2 – 1989).
- (współautor: Ryszard Frelek), Polska – czas burzy i przełomu 1939-1945, t. 1, (scenariusz telewizyjny), Warszawa: Wydawnictwa Radia i Telewizji 1980 ISBN 83-212-0116-4.
- (współautor: Andrzej Skrzypek), Stosunki polsko-radzieckie 1917-1945, Warszawa: Krajowa Agencja Wydawnicza 1980.
- Układ polsko-radziecki o przyjaźni, pomocy wzajemnej i współpracy powojennej, oprac. Włodzimierz T. Kowalski, Lublin: Wydawnictwo Lubelskie 1980 ISBN 83-222-0092-7.
- Wielka Koalicja 1941-1945, t. 1: (1941-1943), Warszawa: Wydawnictwo MON 1980.
- Wielka koalicja 1941-1945, t. 3: Rok 1945, Warszawa: Wydawnictwo MON 1980.
- Tragedia w Gibraltarze, Warszawa: Krajowa Agencja Wydawnicza 1982 (wyd. 2 – 1989 ISBN 83-7003-460-8).
- Wielka Koalicja 1941-1943, Warszawa: Krajowa Agencja Wydawnicza 1983 ISBN 83-03-00178-7.
- Zachód a Polska (XVIII-XX w.), Warszawa: „Książka i Wiedza” 1984 ISBN 83-05-11326-4.
- Teheran, Jałta, Poczdam, Warszawa: Wydawnictwo Towarzystwa Przyjaźni Polsko-Radzieckiej „Współpraca” 1985 ISBN 83-7018-016-7.
- Zakręt '44, Warszawa: Krajowa Agencja Wydawnicza 1985 ISBN 83-03-00837-4.
- Polska w świecie 1945-1956, Warszawa: „Książka i Wiedza” 1988 ISBN 83-05-11924-6.
- (współautor: Jadwiga Sosnkowska), W kręgu mitów i rzeczywistości, Warszawa: „Interpress” 1988 ISBN 83-223-2477-4.
- Ostatni rok Europy (1939), Warszawa: Wydaw. Min. Obrony Narodowej 1989 ISBN 83-11-07707-X.
- Polska w polityce międzynarodowej (1939-1945): zbiór dokumentów, t. 1: 1939, wybrał, przedmową i przypisami opatrzył Włodzimierz Tadeusz Kowalski, Warszawa: Państwowy Instytut Wydawniczy 1989 ISBN 83-06-01777-3.